# Napoli Mediterranea
Napoli Mediterranea è un album della cantante italiana Pietra Montecorvino, pubblicato dall'etichetta discografica RTI Music nel 2003.

## Descrizione
È un album di genere world music, contaminato con il folk rock di stampo più tradizionale; è interamente composto da rivisitazioni di brani napoletani.

## Tracce
1. Guaglione – 2:47
2. O Sole Mio – 3:37
3. Luna Rossa – 3:49
4. Comme Facette Mammeta – 3:41
5. Va sta musica Va – 3:45
6. Palomma e Notte – 3:43
7. Dove sta Zazà – 2:23
8. Mare Di Napoli – 2:43
9. Sole Sole – 3:20
10. Aspettanno – 2:56
11. Maruzzella – 2:18
12. Oi vita mia – 2:50
13. Senza voce – 2:32